# Tomás Boy
Tomás Juan Boy Espinoza (Mexikóváros, 1951. június 28. – Acapulco, 2022. március 8.) válogatott mexikói labdarúgó, középpályás, hátvéd.

## Pályafutása

### Klubcsapatban
1971 és 1974 között az Atlético Español, 1974–75-ben az Atlético Potosino, 1975 és 1988 között a Tigres labdarúgója volt. A Tigres csapatával két mexikói bajnoki címet és egy kupagyőzelmet ért el. 1988-ban az amerikai San Jose Earthquakes játékos-edzője volt.

### A válogatottban
1979 és 1987 között 52 alkalommal szerepelt a mexikói válogatottban és kilenc gólt szerzett. Tagja volt az 1986-os világbajnokságon részt vevő csapatnak.

### Edzőként
1989–90-ben a Tampico Madero, 1991 és 1993 között Querétaro, 1995–96-ban a Veracruz, 1996–97-ben a Morelia vezetőedzője volt. 1997–98-ban a Monterrey, 1998 és 2000 között a Morelia, 2002-ben a Puebla, 2004-ben Veracruz szakmai munkáját irányította.
2007-ben, 2012–13-ban, 2014–15-ben az Atlas, közben 2009 és 2012 között a Morelia vezetőedzőjeként dolgozott. 2010-ben észak-amerikai szuperligagyőztes lett a Moréliával. 2015–16-ban a Cruz Azul, 2019-ben a Guadaljara, 2020–21-ben a Mazatlán vezetőedzője volt.

## Sikerei, díjai

### Játékosként
Tigres de la UANL
- Mexikói bajnokság
  - bajnok (2): 1977–78, 1981–82
- Mexikói kupa
  - győztes: 1976

### Edzőként
Morelia
- Észak-amerikai szuperliga
  - győztes: 2010